# Jonathan Stroud
Jonathan Stroud, angleški pisatelj, * 27. oktober 1970, Bedford, Anglija.
Stroud piše predvsem fantazijske knjige za otroke in mladino. Najbolj znan je po Bartimejusovi trilogiji, trilogiji romanov o džinu Bartimejusu.